# الاتحاد العام للأطباء والصيادلة الفلسطينيين
الاتحاد العام للأطباء والصيادلة الفلسطينيين، هو منظمة اهلية غير حكومية وإطار فلسطيني جماهيري ،تأسس عام 1968، في القاهرة بمبادرة مجموعة من الأطباء والصيادلة الفلسطينيين المقيمين في بعض الدول العربية، لتقديم الخدمات الطبية اللازمة لأبناء الشعب الفلسطيني في الداخل وأرض الشتات.

## التاريخ
- تم انتخاب مكتب تنفيذي لعقد مؤتمر تأسيسي.

- عقد المؤتمر في عمان عام 1969، وتلاه المؤتمر الأول للاتحاد في القاهرة عام 1970، والمؤتمر الثالث في بيروت.[2]

- شددت القرارات على أهمية تدعيم مركز الاتحاد، وتشجيع الانضمام إلى عضويته، ليتمكن من أداء الدور المطلوب منه في جميع المستويات وعلى كافة الأصعدة.

## الأهداف
- توحيد الخدمات الطبية وتقديمها إلى الجميع دون تمييز أو استثناء عن طريق الهلال الأحمر الفلسطيني.[3]

- تجنيد طاقات جميع الأطباء والصيدلة ليؤدوا رسالة الطب والصيدلة، من أجل حل المشكلات الصحية لمقاتلي وأفراد الشعب الفلسطيني كافة.

- إجراء مسح طبي شامل للأمراض الشائعة في تجمعات الشعب  الفلسطيني، ووضع البرامج الوقائية والعلاجية للقضاء على تلك الأمراض.

- تأكيد المفهوم الثوري لدى الفلسطينيين، وتعميق ارتباطهم بالحركة الثورية الفلسطينية والعربية والعالمية.

- تقديم كافة التسهيلات للنهوض بالمستوى العلمي لأعضاء الاتحاد وللعاملين بالمهن الطبية، وذلك بتشجيع الأبحاث وإصدار النشرات الدورية.[4]

- الدفاع عن المصالح الاجتماعية والثقافية والمادية لأعضاء الاتحاد.

- دعم جمعية الهلال الأحمر الفلسطيني بصفتها الجهاز الطبي المعتمد من المجلس الوطني الفلسطيني.[5]